# Лопатинський Дем'ян-Костянтин Васильович
о. Дем'ян-Костянтин Васильович Лопатинський (12 березня 1866, Львів — 8 лютого 1951, Ньюарк, Нью-Джерсі, США) — український галицький видавець, церковний і громадський діяч, священник УГКЦ.

## Життєпис
Висвячений на священника 4 грудня 1888 року. 
Працював учителем у м. Золочів, у Тернополі (перша гімназія; спочатку, від 1900 року, викладав церковний спів, у 1902 році став професором української мови, історії і географії), також був катехитом у середніх школах.
Парох Успенської церкви у Львові, зробив значний вклад у її мистецьке відновлення. Обраний почесним крилошанином (капітуляром) Львівської митрополії УГКЦ. 
У 1910–1939 роках очолював дирекцію видавництва (видавничої спілки) «Дїло», зробив значний внесок у його розбудову. 1944 року еміґрував на Захід (Мюнхен, Лондон, з 1949 року США).